# Andrea Tabanelli (calciatore)
Andrea Tabanelli (Ravenna, 2 febbraio 1990) è un calciatore italiano, centrocampista svincolato.

## Biografia
Cresciuto nel Cesena, nel 2010-2011 e nel 2011-2012 gioca le prime due stagioni da professionista in prestito, prima al Bellaria Igea Marina e quindi alla Giacomense, due compagini di Lega Pro Seconda Divisione. Nel 2012 è inserito nella rosa del Cesena, con cui gioca 29 partite di Serie B nella stagione 2012-2013, annata in cui colleziona anche 2 presenze in Coppa Italia. Riconfermato in seconda serie anche nella stagione successiva, disputa 17 partite fino al 27 gennaio 2014, quando, durante la finestra invernale del calciomercato, viene prelevato in prestito con diritto di riscatto dal Cagliari, squadra di massima serie.
In quei giorni Massimo Cellino era in trattativa per l'acquisto della società inglese del Leeds United, a cui il 31 gennaio 2014 viene annunciato il prestito del giocatore. La federcalcio inglese respinge, però, il tesseramento del giocatore perché giunto oltre lo scadere della finestra per le trattative e quindi il calciatore, dopo essersi allenato per due settimane in disparte dal resto della squadra col preparatore Gianluca Festa, viene reintegrato nella rosa del Cagliari. Il 12 aprile 2014 debutta in Serie A nella partita Sassuolo-Cagliari (1-1). Dopo due altre presenze in Serie A, al termine della stagione rientra al Cesena.
Con i romagnoli gioca in casa la prima partita ufficiale della stagione 2014-2015, quella valida per il terzo turno di Coppa Italia contro la Casertana (1-0). Un infortunio lo costringe, però, ad un'assenza di alcuni mesi. Torna a giocare soltanto il 30 novembre 2014, nella partita persa in casa contro il Genoa (0-3). Totalizzerà 7 gettoni in massima serie.
Nella stagione 2015-2016, dopo 4 presenze coi cesenati in cadetteria nel girone di andata, nella finestra di calcio mercato invernale passa in prestito alla formazione del Pisa, militante in Lega Pro. Segna la sua unica rete in occasione del derby pareggiato per 1-1 contro il Pontedera il 17 aprile 2016. Alla fine della stagione festeggia la promozione in Serie B con il club pisano. L'11 luglio 2016 il Cesena rinnova la sua cessione in prestito al Pisa, in Serie B, dove totalizza 6 presenze e un gol nella stagione 2016-2017.
Dopo l'immediata retrocessione dei toscani in Serie C, nel luglio 2016 è ceduto nella medesima serie in prestito al Padova, in Serie C. Il 31 gennaio 2018, dopo 6 presenze e una rete con i veneti, viene acquistato a titolo definitivo dal Lecce, con cui ottiene la promozione in serie cadetta il 29 aprile 2018. Nella stagione 2018-2019 è tra i protagonisti della promozione dei salentini in Serie A, ottenuta l'11 maggio 2019, realizzando 8 gol in campionato, tra cui quello del successo contro il Brescia (1-0) conseguito al Via del mare il 28 aprile 2019. Il 28 giugno 2019 rinnova il proprio contratto con il Lecce fino al 30 giugno 2020 con opzione per un anno successivo. Realizza il primo gol in Serie A l'8 dicembre 2019, nella partita pareggiata dal Lecce in casa contro il Genoa (2-2).
Il 15 gennaio 2020, dopo aver ottenuto 13 presenze in massima divisione con i salentini, viene ceduto al Frosinone, in Serie B. Esordisce con i ciociari nella gara pareggiata 2-2 contro il Pordenone. Il 23 gennaio 2021 mette a segno, su calcio di rigore, il primo gol con la maglia frusinate, nella gara interna contro la Reggina pareggiata per 1-1.
Il 1º febbraio 2021 si trasferisce al Pescara con la formula del prestito fino alla fine della stagione; mette a referto 5 presenze nel campionato cadetto, chiusosi con la retrocessione degli abruzzesi in Serie C.
Dopo una stagione senza alcuna presenza al Frosinone e lo svincolo, il 26 settembre 2022 Tabanelli trova un accordo con il Ravenna, in Serie D.
Nel 2025, in coppia con Antonino Spinalbese, ha partecipato come concorrente al reality The Couple - Una vittoria per due, in onda su Canale 5 con la conduzione di Ilary Blasi.

## Statistiche

### Presenze e reti nei club
Statistiche aggiornate al 14 giugno 2023.
| Stagione         | Squadra              | Campionato       | Campionato | Campionato | Coppe nazionali | Coppe nazionali | Coppe nazionali | Coppe continentali | Coppe continentali | Coppe continentali | Altre coppe | Altre coppe | Altre coppe | Totale | Totale |
| Stagione         | Squadra              | Comp             | Pres       | Reti       | Comp            | Pres            | Reti            | Comp               | Pres               | Reti               | Comp        | Pres        | Reti        | Pres   | Reti   |
| ---------------- | -------------------- | ---------------- | ---------- | ---------- | --------------- | --------------- | --------------- | ------------------ | ------------------ | ------------------ | ----------- | ----------- | ----------- | ------ | ------ |
| 2010-2011        | Bellaria Igea Marina | 2D               | 27         | 2          | CI-LP           | ?               | ?               | -                  | -                  | -                  | -           | -           | -           | 27     | 2      |
| 2011-2012        | Giacomense           | 2D               | 26         | 3          | CI-LP           | 2               | 0               | -                  | -                  | -                  | -           | -           | -           | 28     | 3      |
| 2012-2013        | Cesena               | B                | 29         | 0          | CI              | 2               | 0               | -                  | -                  | -                  | -           | -           | -           | 31     | 0      |
| 2013-gen. 2014   | Cesena               | B                | 17         | 1          | CI              | 1               | 1               | -                  | -                  | -                  | -           | -           | -           | 18     | 2      |
| gen.-giu. 2014   | Cagliari             | A                | 3          | 0          | CI              | 0               | 0               | -                  | -                  | -                  | -           | -           | -           | 3      | 0      |
| 2014-2015        | Cesena               | A                | 7          | 0          | CI              | 2               | 0               | -                  | -                  | -                  | -           | -           | -           | 9      | 0      |
| 2015-gen. 2016   | Cesena               | B                | 4          | 0          | CI              | 1               | 0               | -                  | -                  | -                  | -           | -           | -           | 5      | 0      |
| Totale Cesena    | Totale Cesena        | Totale Cesena    | 57         | 1          |                 | 6               | 1               |                    | -                  | -                  |             | -           | -           | 63     | 2      |
| gen.-giu. 2016   | Pisa                 | LP               | 8+5        | 1          | CI+CI-LP        | 0+0             | 0               | -                  | -                  | -                  | -           | -           | -           | 13     | 1      |
| 2016-2017        | Pisa                 | B                | 6          | 1          | CI              | 0               | 0               | -                  | -                  | -                  | -           | -           | -           | 6      | 1      |
| Totale Pisa      | Totale Pisa          | Totale Pisa      | 14+5       | 2          |                 | 0               | 0               |                    | -                  | -                  |             | -           | -           | 19     | 2      |
| 2017-gen. 2018   | Padova               | C                | 6          | 1          | CI+CI-C         | 1+0             | 0               | -                  | -                  | -                  | -           | -           | -           | 7      | 1      |
| gen.-giu. 2018   | Lecce                | C                | 11         | 0          | CI+CI-C         | 0+0             | 0               | -                  | -                  | -                  | SC          | 2           | 0           | 13     | 0      |
| 2018-2019        | Lecce                | B                | 26         | 8          | CI              | 1               | 0               | -                  | -                  | -                  | -           | -           | -           | 27     | 8      |
| 2019-2020        | Lecce                | A                | 13         | 1          | CI              | 0               | 0               | -                  | -                  | -                  | -           | -           | -           | 13     | 1      |
| Totale Lecce     | Totale Lecce         | Totale Lecce     | 50         | 9          |                 | 1               | 0               |                    | -                  | -                  |             | 2           | 0           | 53     | 9      |
| gen.-giu. 2020   | Frosinone            | B                | 7          | 0          | CI              | -               | -               | -                  | -                  | -                  | -           | -           | -           | 7      | 0      |
| 2020-2021        | Frosinone            | B                | 10         | 1          | CI              | 1               | 1               | -                  | -                  | -                  | -           | -           | -           | 11     | 2      |
| gen.-giu. 2021   | Pescara              | B                | 5          | 0          | CI              | 0               | 0               | -                  | -                  | -                  | -           | -           | -           | 5      | 0      |
| 2021-2022        | Frosinone            | B                | 0          | 0          | CI              | 0               | 0               | -                  | -                  | -                  | -           | -           | -           | 0      | 0      |
| Totale Frosinone | Totale Frosinone     | Totale Frosinone | 17         | 1          |                 | 1               | 1               |                    | -                  | -                  |             | -           | -           | 18     | 2      |
| set. 2022-2023   | Ravenna              | D                | 19         | 3          | CI-D            | 0               | 0               | -                  | -                  | -                  | -           | -           | -           | 19     | 3      |
| Totale carriera  | Totale carriera      | Totale carriera  | 229        | 23         |                 | 11              | 2               |                    | -                  | -                  |             | 2           | 0           | 242    | 25     |

## Palmarès

### Club

#### Competizioni nazionali
- Serie C: 1

Lecce: 2017-2018 (girone C)

## Programmi televisivi
- The Couple - Una vittoria per due (Canale 5, 2025) - concorrente